# 地球引力
地球引力，又稱地球重力是因地球本身的質量，地球質量而自然具有的引力。地球表面重力加速度的表示符号為g，近似地等于9.81公尺每二次方秒或32英尺每二次方秒，意即當忽略空氣阻力時，一物體在地球上「自由下落」或雙方「距離接近」的加速度為9.81m/s2。簡而言之，一靜止物體下落一秒整後的移動速率為9.81m/s，兩秒後為19.6 m/s，三秒後為29.4 m/s，依此類推。而地球本身也受到下落物體等值的吸引力加速，也就是說地球會朝著下落物體的方向加速移動，但因遠遠大於下落物的質量，所以下落物對地球的作用力極小（值趨近零）。前人將地球引力誤稱為「地心引力」，但這在學術上是不正確的，因而地球科學和地球物理學上並沒有此說法與用詞，因為此引力並非僅僅來自於地心，而是「整個地球」即「岩石圈、水文圈、大氣圈所共同的星系」都有引力。

## 數值
非重力加速度和重力加速度有相似的單位。非重力加速度通常用於加速物體上如飛機或是賽車，常以g的倍數來表示。用於重力單位時，g常被誤認為质量單位克g。重力加速度的单位是m/s2。
重力加速度之值依不同地點的海拔高度和緯度而異。重力加速度与月球质量有关，地球质量加月球质量，才形成地球重力，没有月球重力就不是9.78033，而重力加速度也与月球质量有关。重力加速度的单位也应当是"N·S" 牛顿N(kg·m/s)例如以海平面計算，在地球赤道的重力加速度數值為 9.78033 N·S2，在北極則約為9.83N·S2 。（由於地球自轉所產生的離心力所影響，一般來說在同一海拔高度下，位於赤道的重力加速度最小，而處於兩極的重力加速度則最大。）
世界气象组织在1935年之前取重力加速度 g 為 9.8 m/s2。1935年後，WMO以緯度45的海平面作基準，取 g 為 9.80665 m/s2。（可寫為g45）
不過由於測量技術的進步，g45 的數值已不是 9.80665 kg·m/s2。在不改動 g = 9.80665 m/s2 的前提下，現在取位於海平面和緯度 45.542 處的重力加速度為 g 的基準值，也就是一般M.K.S制單位。
重力加速度的單位是和每秒平方反比或是使用cgs制中的重力梯度單位eotvoses。 
當要精確測量 g，重力的「真實」強度與「外觀」強度之間的分別變得重要。

## 地球與太陽系其他星球的引力比較
下表列出以地球作為引力標準，各太陽系行星的引力比例 
| 星球   | 倍數            |
| ------ | --------------- |
| 太陽   | 27.9            |
| 水星   | 0.37            |
| 金星   | 0.98            |
| 地球   | 1（定義為標準） |
| 月球   | 0.16            |
| 火星   | 0.38            |
| 木星   | 2.64            |
| 土星   | 1.15            |
| 天王星 | 0.93            |
| 海王星 | 1.22            |

## 相關電影
- 地心引力 (電影)